# Сва та равница
Сва та равница је српска телевизијска серија снимана 2009.
Премијерно је приказивана 2010. на телевизији Пинк. Касније је емитована на првом програму РТС-а.

## Синопсис
Настала по истинитим мотивима из књиге Као и сва равница Ненада Чанка, телевизијска серија Сва та равница има за тему судбину браће Јагодића, који на свом богатом и пространом имању у Банату, живе на прелазу између деветнаестог и двадесетог века. Јован и Бранко наследници су некад чувених банатских грофова и, иако су њихови напори усмерени ка продужавању лозе Јагодића, њихова прерана смрт означиће крај некад моћне војничке породице...
Телевизијска серија Сва та равница треба да прикаже досад неприказан део прошлости Срба, Баната и Војводине. Српског порекла, Јагодићи су грофовска породица одана Аустроугарској, једна од оних која је одлучујуће утицала на историјско, културно и привредно обликовање оног што су Банат и Војводина данас. Њихова прича показује дуго скривани део необичног, вишегенерацијског лутања српског етноса. Такође, она приказује и приватан живот у Банату, са краја деветнаестог и почетка двадесетог века, као и све богатство тамошњег културног наслеђа, у највећој могућој историјској тачности. Хроника о крају једне породице, Сва та равница је пре свега драма, некад сентиментално, некад црнохуморно интонирана, а понекад слична готском трилеру о породичној уклетости. У центру је гроф Милан који живи у свом каштелу у Банату са својим синовима Јованом и Бранком који се вратио са студија сликарства у Бечу. Јован га наговара да се ожени Елизабетом Колар коју је упознао у Бечу али она има своје тајне које је прогањају. Заплет се дешава када Елизабета каже Бранку да су он и његова породица у опасности, али не жели да каже од кога и како. Када се деси низ сумњивих убистава почињу да се откривају тајне из прошлости после којих више ништа није остало исто.

## Улоге
| Глумац:              | Улога:                   |
| -------------------- | ------------------------ |
| Драган Николић       | Гроф Милан Јагодић       |
| Дејан Луткић         | Јован Јагодић            |
| Гордан Кичић         | Бранко Јагодић           |
| Драгиња Вогањац      | Грофица Наталија Јагодић |
| Војин Ћетковић       | Светозар Хердер          |
| Катарина Радивојевић | Хелена Херцеги           |
| Стеван Гардиновачки  | Славен                   |
| Горица Поповић       | Марија Маришнени         |
| Милена Васић         | Рада Зобар               |
| Небојша Љубишић      | Чудра Зобар              |
| Соња Дамјановић      | Голуба Зобар             |
| Иван Босиљчић        | Лајко Зобар              |
| Милош Тимотијевић    | Јосип Вит                |
| Јелена Ракочевић     | Елизабета "Бета" Колар   |
| Југослав Крајнов     | Берт Колар               |
| Анита Манчић         | Марта Кириџинка          |
| Ивана Поповић        | Милица Јакобинка         |
| Јосиф Татић          | Стеван Јакобинац         |
| Радоје Чупић         | Золтан                   |
| Александар Ђурица    | Мишка                    |
| Радослав Миленковић  | поручник Васић           |
| Милош Самолов        | десетар Масњиковић       |
| Драгомир Пешић       | банкар Арон              |
| Миодраг Петровић     | доктор Леонид Беницки    |
| Власта Велисављевић  | чича Галоп               |

## Епизоде
| Бр. еп. (укупно) | Бр. еп. (у сезони) | Наслов | Редитељ        | Сценариста         | Премијера         |
| --- | ------------------ | ------ | -------------- | ------------------ | ----------------- |
| 1 | 1                  |        | Мирослав Лекић | Ђорђе Милосављевић | 25. јануар 2010.  |
| Сва та равница је хроника о породици Јагодић, која говори о мрачној тајни која прети да уништи породицу, грофа Милана Јагодића и његова два сина, Јована и Бранка... У подметнутом пожару на каштелу Јагодића поред Петровграда (Бечкерека) пре двадесет година смртно је страдала супруга грофа Милана и мајка Јована и Бранка Јагодића. Чак и после двадесет година околности њене смрти остале су неразјашњене. Њена смрт постаје зла коб, мрачна тајна која тражи разјашњење и покреће низ мистериозних убистава и злочина који прете да затру стару лозу Јагодића. Старији син Јован одлучан је да открије тајанственог злочинца и сачува породицу од уништења. Из епизоде у епизоду пратимо узбудљиву причу о забрањеним љубавима, страстима, злочину и освети. |                    |        |                |                    |                   |
| 2 | 2                  |        | Мирослав Лекић | Ђорђе Милосављевић | 1. фебруар 2010.  |
| На каштелу Јагодића се врше припреме за соаре на који су позвани сви угледни грађани Петровграда (Бечкерека). Бранко и Јован одлазе у лов. На повратку из лова сврате до села. Јован користи прилику да посете Милицу (Ивана Поповић) према којој осећа јаке симпатије. Али њен отац Стеван (Јосиф Татић) на то гледа с прекором. На соареу се окупља угледно друштво из Петровграда. Ту је и Елизабета (Јелена Ракочевић), Бранкова актуелна девојка, тајанствена лепотица из Беча, Хелена Херцеги (Катарина Радивојевић) која не крије свој заводнички потенцијал. Бета саопштава Бранку да му је живот у опасности, као и живот његовог брата Јована, али да ће му пуну информацији о томе дати за неки дан. Бранко остаје у недоумици.. |                    |        |                |                    |                   |
| 3 | 3                  |        | Мирослав Лекић | Ђорђе Милосављевић | 8. фебруар 2010.  |
| Циганка Голуба (Соња Дамјановић) коју је Јован нехотице гурнуо са прозора, преживела је пад и опоравља се. Бранко обавештава Јована о опасности о којој му је Елизабета синоћ говорила. Јован га саветује да потражи Елизабету и сазна о чему се ради. Али у граду Бранко посећује Хелену и наставља започети флерт. Прогоњен речима Лајка Зорбе да зна тајну смрти његове мајке, Јован одлази до Чудре (Небојша Љубишић) тражећи одговор на питање шта се догодило оне ноћи пре двадесет година. Чудра о томе не зна ништа али зна за клетву која је бачена на породицу Јагодић. Наиме, причало се да су Јагодићи на превару отели имање од племићке породице Копривић и да је последњи Копривић умро у беди. Кнез таме вратио је Копривића на овај свет да се освети Јагодићима за превару. На повратку у каштел, Јована поново напада Лајко Зобар. Али овог пута ту је и његова сестра Голуба која Јовану предаје породични прстен печатник изгубљен пре двадесет година. |                    |        |                |                    |                   |
| 4 | 4                  |        | Мирослав Лекић | Ђорђе Милосављевић | 15. фебруар 2010. |
| Јован покушава да сазна од старе слушкиње Марије-Марисо (Горица Поповић) како је нестао породични прстен печатник. Али Марисо о томе не зна пуно. Долази Светозар (Војин Ћетковић) и Јован с њим одлази у село да са паорима среде папире око зајма. Биће то прилика да поново види Милицу према којој више не скрива симпатије. Елизабета шаље Бранку писмо и уговара састанак али писмо долази у Јованове руке. Јован је љут на Бранка што избегава сусрет са Елизабетом и уместо тога започиње везу са Хеленом Херцеги. Браћа се посвађају. Долази отац и признаје да је пре двадесет година имао романсу са Циганком Радом Зобар, којој је поклонио прстен печатник. Духови прошлости се поново буде... Јован одлази на састанак са Елизабетом. |                    |        |                |                    |                   |
| 5 | 5                  |        | Мирослав Лекић | Ђорђе Милосављевић | 22. фебруар 2010. |
| Мишка (Александар Ђурица) и Золтан (Радоје Ћупић) проналазе рањеног Јована и доносе на каштел. Гроф Милан шаље камердинера Славена (Стеван Гардиновачки) по Милицу која ће се бринути о Јовану. Сазнајемо да је Елизабета убијена. Поручник жандармерије Васић (Радослав Миленковић) и десетар Масниковић (Милош Самолов) започињу истрагу. Бранко још увек не зна шта се догодило његовом брату. Одлази код Марте(Анита Манчић) и од ње сазнаје да је Хелену посетио Копривић и да су се свађали као и да је Јован рањен а Елизабета убијена. |                    |        |                |                    |                   |
| 6 | 6                  |        | Мирослав Лекић | Ђорђе Милосављевић | 1. март 2010.     |
| Јован се успешно опоравља. Покушава да открије како се прстен печатник поново нашао на каштелу Јагодића, овог пута у камину дневног салона. Сумња пада на Хелену, која је кришом долазила на каштел, а Бранко му је то прећутао. На каштел долазе поручник Васић и десетар Масниковић да узму изјаве од Јована и Бранка. Лајко Зобар постаје сумњив као могући убица? Жандарми долазе да га ухапсе. Лајко успева да побегне. Јован наговара Милицу да остане на каштелу али она не може да се одлучи. Јован јој открива своја осећања. Ни она није равнодушна према њему... |                    |        |                |                    |                   |
| 7 | 7                  |        | Мирослав Лекић | Ђорђе Милосављевић | 8. март 2010.     |
| Јован нуди Милици своје пријатељство док Милица очекује његову љубав. Тај неспоразум их вређа и поново удаљује једно од другог. Чудра одлази до грофа Милана и тражи помоћ за Лајка који је невин. Гроф Милан обећава да ће учинити све што је до њега. Тражи од породичног адвоката Јосипа (Милош Тимотијевић) да истраже случај. За то време на салашу Лајко Зобар у бунару проналази тело Елизабетиног брата, Берта Колара. Ствари се нагло компликују... |                    |        |                |                    |                   |
| 8 | 8                  |        | Мирослав Лекић | Ђорђе Милосављевић | 15. март 2010.    |
| Хелена је тврдила да живи у кући својих предака, а Бранко сазнаје да се у тој кући некада налазио познати градски куплерај. То сазнање га толико узнемири да на повратку у каштел слети с пута аутомобилом у кукурузе. Ту га проналази Милица и одводи у каштел. Гроф Милан посећује Лајка Зобара у затвору. Наслућује да Лајко може бити његов син из ванбрачне везе са Циганком Радом. Посећује слепу Марту, која потврђује његове слутње. Гроф Милан је видно узбуђен и узнемирен... |                    |        |                |                    |                   |
| 9 | 9                  |        | Мирослав Лекић | Ђорђе Милосављевић | 22. фебруар 2010. |
| Гроф Милан је доживео тежак шлог и још увек не долази свести. Бранко и Јован сумњају да није био сам у кабинету када се то догодило. Проналазе папире које је гроф писао у којима помиње Лајка Зобара. Али, порука је двосмислена и нејасна... Бранко и Хелена се разилазе. Породични адвокат Јосип Вит задужен је да обештети Хелену... |                    |        |                |                    |                   |
| 10 | 10                 |        | Мирослав Лекић | Ђорђе Милосављевић | 29. март 2010.    |
| Копривич је поново пуцао на Јована али га је промашио. На жалост, убио је Хелену Херцеги. Ко је Копривич? Сада је јасно да то није Лајко Зобар и сумња пада на адвоката Вита. Он је нестао и нико не зна где је? А онда Јовану стиже порука од Вита да се нађу на напуштеном салашу. Јован, Мишко и Золтан полазе у лов на убицу. Гроф Милан, уз Маришненину негу, показује знаке опоравка. Почиње да комуницира помоћу знакова, стиском руке... Ствари почињу да се разјашњавају... |                    |        |                |                    |                   |
| 11 | 11                 |        | Мирослав Лекић | Ђорђе Милосављевић | 5. април 2010.    |
| Јован и Бранко помоћу знакова разговарају са оцем. Он им говори шта се догодило пре 20. година оне кобне ноћи. Сећања на ту ноћ навиру и Јован се по први пут свега јасно присећа. Он и Бранко су као деца дошли до колибе. Шта су тамо видели и учинили, то је годинама Јован потискивао у себи али сада све потиснуте слике навиру из њега... Јован одлази да ослободи Лајка из затвора. Убеђен је да зна ко је Копривич. У пратњи Светозара, заједно са Мишком и Золтаном, полази у шуму да нађу тајанственог убицу? |                    |        |                |                    |                   |
| 12 | 12                 |        | Мирослав Лекић | Ђорђе Милосављевић | 12. април 2010.   |
| А онда, на своје изненађење, Јован открива ко је Копривич. Све време је био ту, покрај њих а ни једног трена сумња није пала на њега. Копривич открива своју тајну. Тренутак освете је стигао... |                    |        |                |                    |                   |